# Михайлова, Людмила Анатольевна
Людми́ла Анато́льевна Миха́йлова (род. 12 апреля 1969) — российская легкоатлетка, специалистка по прыжкам в длину и многоборьям. Выступала за сборную России по лёгкой атлетике в 1990-х годах, победительница Кубка мира в командном зачёте, призёрка первенств всероссийского значения, участница чемпионата Европы в помещении в Париже. Представляла Кировскую область. Мастер спорта России международного класса. Тренер по лёгкой атлетике.

## Биография
Людмила Михайлова родилась 12 апреля 1969 года.
Занималась лёгкой атлетикой в Кировской области, проходила подготовку под руководством Карапетова Валерия Васильевича
Наивысшего успеха на международном уровне добилась в сезоне 1993 года, когда вошла в состав российской национальной сборной и выступила на Кубке Европы по легкоатлетическим многоборьям в Оулу, где с результатом 6009 заняла восьмое место в личном зачёте семиборья — вместе с соотечественницами Татьяной Журавлёвой и Ларисой Никитиной стала победительницей женского командного зачёта.
В 1994 году выиграла серебряную медаль в пятиборье на чемпионате России по многоборьям в Липецке. Принимала участие в чемпионате Европы в помещении в Париже — в программе пятиборья набрала 4616 очков и стала пятой.
В 1996 году на зимнем чемпионате России в Москве взяла бронзу в прыжках в длину. На летнем чемпионате России в Санкт-Петербурге в той же дисциплине стала шестой.
В 1997 году на чемпионате России в Туле заняла пятое место в прыжках в длину.
Завершила спортивную карьеру по окончании сезона 2001 года.
За выдающиеся спортивные достижения удостоена почётного звания «Мастер спорта России международного класса».
Впоследствии занималась тренерской деятельностью, работала тренером в Спортивной школе № 2 в Кирове, входила в тренерский состав сборной команды Кировской области по лёгкой атлетике.